# 곤고급 전함
공고급 순양전함(金剛型戦艦)은 일본 제국 해군의 순양전함의 함급이다. 일본 최초의 초대형 순양전함이며, 또한 1번함인 곤고는 영국에 의해 건조된 마지막 일본 주력함이다. 태평양 전쟁 때에는 약 30kt의 쾌속을 이용하여 기동부대를 따라다녔다. 전기 등에서는 '고속전함'이라고 서술되는 경우도 종종 있다. 당시 함명의 명명 관례에 따르면 전함은 옛 나라의 이름으로 지어졌지만, 공고급은 우선 장갑순양함(일등순양함)으로 계획되었기 때문에, 동급함 모두 산악 이름으로 지어졌다.

## 개요
전함과 같은 수의 장갑순양함을 가지고 함대 주력으로 삼는 것은 청일 전쟁 이후 제1기, 제2기 확장 계획에서 정해 둔 기본 방침이었으며, 러일 전쟁에서 그 진가가 발휘되었다.
러일 전쟁 이후 일본 해군은 그때까지 영국에만 의존했던 주력함을 자국에서 건조하기 위해 연구를 거듭했다. 그러나, 1906년에 영국 해군에 의해 획기적인 전함 드레드노트와 심지어 1908년에 드레드노트 같은 전투력을 가진 순양전함 ‘인빈시블’이 발표되면 기존의 주력함은 일제히 구형이 되어 버렸다. 이 장갑순양함 쓰쿠바급, 구라마급, 전함 사쓰마급, 가와급 등 일본산 신예 장갑순양함, 전함도 마찬가지였다. 이는 일본의 독자적인 기술만으로는 초대형 전함과 순양전함 시대의 건함 경쟁에서 이길 수 없다는 것이 증명된 것이나 마찬가지였다.
전함 사쓰마급, 가와급 총 4척으로 제1전대를 편성하면 쓰쿠바급이나 구라마급은 장갑순양함으로는 가치가 없었으며, 다소 방어력이 떨어지는 전함으로서의 가치 밖에 없게 되었다. 그래서 일본 해군은 1906년부터 1907년에 걸쳐 전함 8척, 장갑순양함 8척으로 ‘88함대’를 완성하고 싶다고 아우성을 치기 시작했다. 처음에는 배수량 약 18,000t, 속력 25kt, 주포 12인치 8문과, 영국의 순양전함 ‘인디퍼티거블’(HMS Indefatigable)에 가까운 4척의 장갑순양함을 계획하고, 우선 3척을 1906년 예산에서 반영해 달라고 요청했지만 부결되었다.
그 후 전리함의 손상 복구, 일본 내 건조 중인 주력함의 공사 지연, 아키와 이부키의 터빈 추진 개조 등으로 좀처럼 착수할 수 없었다. 급격히 발전하는 영국이나 미국이나 독일의 주력함에 이렇다 할 설계가 이루어지지 않았기 때문에 계획이 계속 지연되다가, 드디어 1910년에서야 예산이 통과되었다.
특히 해군이 주목한 것은 순양전함 라이언(HMS Lion)이었으며, 해군은 18,000t급으로 기존에 추진했던 순양전함 계획을 포기했다. 그리고 영국에서 진행된 건함 기술을 배우도록 주력함 건조를 영국에 의뢰하여 그 설계를 바탕으로 일본 내에서도 건조를 하려했다.